# Чернега Юрій Терентійович
Чернега Юрій Терентійович (нар. 1919 — пом. 1947, Каргопольлаг) — радянський футболіст. Був учасником матчів у окупованому Києві в 1942 році у складі команди «Старт», в тому числі і в так званому «Матчі смерті».

## Біографія

Команда «Старт» (у темних футболках) і «Флакельф» (у білих) перед першим матчем 6 серпня 1942 року (справа наліво): Гончаренко, Балакін, Сухарєв, Коротких, Клименко, Комаров, Трусевич, Тимофєєв. Сидять: Ткаченко, Путистін (без майки), Мельник, Чернега

Народився 1919 року. З 1936 по 1939 рік навчався у Київському державному технікумі фізичної культури.
У листопаді 1939 року був призваний до Червоної армії, служив у військах НКВС в Києві, в 1940–1941 роках грав у команді «Динамо» (Київ).
З початком радянсько-німецької війни потрапив в оточення під Яготином і повернувся у Київ. Працював у міській управі охоронцем до липня 1942 року, а потім чорноробом у будівельній школі при німецькій телеграфній фірмі в Святошино до листопада 1943 року. Учасник футбольних матчів команди «Старт» в червні—серпні 1942 року, в тому числі і в так званому «Матчі смерті».
Після звільнення Києва заарештований 20 листопада 1943 року, вироком Військового трибуналу Київського гарнізону від 28 лютого 1944 року засуджений на 10 років ВТТ.
Помер у Каргопольлазі, Архангельська область, 14 серпня 1947 року. Реабілітований у 1997 році «у зв'язку з відсутністю сукупності доказів обґрунтованого засудження»..